# Edwige Lawson-Wade
Pour les articles homonymes, voir Lawson et Wade.
Edwige Lawson-Wade, née le 14 mai 1979 à Rennes (Ille-et-Vilaine), est une joueuse française de basket-ball évoluant au poste de meneuse. Elle mesure 1,67 m et est joueuse internationale française. Avec l'équipe de France, elle compte trois médailles internationales, l'argent du championnat d'Europe 1999, l'or obtenu au championnat d'Europe 2001 disputé en France, et la médaille d'argent obtenue aux Jeux olympiques de Londres en 2012.
Elle possède également trois Euroligue à son palmarès, deux avec le club de Valenciennes en 2002 et 2004 et une avec Samara en 2005.

## Biographie

### Compétitions en Europe
D'un père béninois, elle est originaire de Pacé où elle commence le basket-ball dans la commune de Pleumeleuc puis est formée au CERHN de Saint-Brieuc. Elle rejoint l'équipe espoirs de Bourges où elle évolue durant la saison 1994-1995.  
Malgré sa petite taille qui faisait douter Alain Jardel, elle s'impose au plus haut niveau français. Elle débute en Nationale féminine 1A, qui est alors le plus haut niveau de basket-ball féminin en France, avec le club de Waïti Bordeaux. Elle joue avec ce dernier durant deux saisons, saisons où elle termine meilleure espoire féminine 1997 et 1998. Elle rejoint ensuite l'ASPTT Aix-en-Provence. Elle remporte son premier titre avec une coupe de France, en 2000. Lors de cette saison, après une deuxième place de la phase régulière, Aix termine troisième du championnat. Aix dispute et perd la finale du tournoi de la Fédération face à Bourges. Lors de sa seconde saison, son club obtient les mêmes résultats en championnat, deuxième puis troisième, et perd la finale de la coupe de France face à Valenciennes.
C'est ce dernier club qu'elle rejoint pour la saison suivante, retrouvant son ancienne coéquipière d'Aix, Sandra Le Dréan, qui a rejoint le club nordiste un an plus tôt. Le nouveau champion de France réalise une saison parfaite en remportant les quatre compétitions qu'il dispute : le championnat de France, la coupe de France et le tournoi de la Fédération, trois trophées remportés aux dépens du rival français de Bourges. Le dernier trophée est remporté sur la scène européenne : après avoir éliminé MiZo Pécs en quart de finale, Valenciennes accueille le Final Four de l'Euroligue à Liévin. En demi-finale les joueuses françaises s'imposent face à MBK Ružomberok sur le plan de 108 à 60. Elles remportent ensuite la finale face au club polonais de Gdynia sur le score de 78 à 72,.
Les deux saisons suivantes, Valenciennes et Lawson remportent tous les trophées mis en jeu en France : elle ajoute ainsi deux nouveaux championnats, deux coupes de France et deux tournois de la Fédération. En 2003, elle dispute sa deuxième finale d'Euroligue consécutive, s'inclinant face au club russe de Iekaterinbourg. En 2004, ce sont de nouveau les Polonaises de Gdynia que les valenciennoises retrouvent en finale de l'Euroligue. Mais contrairement à la finale de 2002 qui avaient été serrée, les joueuses de Laurent Buffard, s'imposent facilement sur le score de 93 à 69,.
Après trois saisons dans le club nordiste, elle rejoint le club russe de Samara. Dans un club qui possède de nombreuses joueuses internationales et quelques-unes des meilleures joueuses russes, elle bénéficie de la présence de deux joueuses « francophones » : la Belge Ann Wauters, avec laquelle elle a joué à Valenciennes et la Russe Ilona Korstine qui a évolué à Bourges de 1997 à 2003. Le club russe, invaincu lors de la première phase, le reste lors des huitièmes et quarts de finale puis s'impose face à Pecs en demi-finale du Final Four sur le score de 71 à 61. Évoluant à domicile, les joueuses de Samara s'imposent en finale face à Brno sur le score de 69 à 66. Lawson, qui dispute 36 minutes en tant que titulaire, inscrit 16 points, capte 4 rebonds et délivre 2 passes décisives.
La finale de l'édition suivante met aux prises les deux même adversaires : ce sont par contre les joueuses tchèques de Brno qui s'imposent sur le score de 58 à 54. Lawson, occupe toujours le rôle de meneuse titulaire inscrit 8 points, capte deux rebonds et délivre deux passes décisives en 32 minutes. Pour ses deux premières années avec le club russe, elle remporte également deux championnats de Russie.
En 2006, le club s'associe avec le CSKA Moscou pour devenir le CSKA Samara mais ce n'est qu'à partir de la saison 2006-2007 que le club rejoint Moscou. Lawson reste trois saisons de plus dans le club mais les résultats sont désormais moins bons : d'autres clubs russes s'affirment sur la scène nationale et européenne : en 2007, c'est le Spartak région de Moscou qui empêche Samara de disputer une troisième finale européenne consécutive en s'imposant en demi-finale du Final Four sur le score de 90 à 76, Samara finissant finalement troisième après une victoire 68 à 59 face à Bourges. Lors de la saison européenne suivante, c'est le club d'Iekaterinbourg qui élimine le CSKA Moscou, en quart de finale. En 2009, le CSKA échoue en huitième de finale face à Salamanque. Elle garde un excellent souvenir de ses cinq années en Russie : « Mes années russes ont été extraordinaires. On joue contre et avec les meilleures Américaines. On ne peut vivre ça dans aucun autre pays. S'il manquait un petit quelque chose dans l'appartement, vous le disiez au general manager et on vous l'apportait le lendemain. », son club offrant son nom à une étoile.
Elle commence la saison 2009-2010 avec le Spartak région de Moscou en remplacement de Sue Bird qui, pour s'octroyer un repos après la saison de WNBA, a négocié son arrivée au mois de janvier 2010. Elle rejoint ensuite le championnat d’Israël où elle évolue avec le club d'Elitzur Ramla. Elle dispute la finale de la coupe, perdue face à A.S. Ramat-Hasharon sur le score de 69 à 65, Lawson inscrivant 17 points. En championnat, Elitzur Ramla s'incline trois à un face à Maccabi Bnot Ashdod.
Pour la saison suivante, elle rejoint le championnat d'Espagne pour évoluer avec le club de Ros Casares Valence. Le club espagnol atteint le Final Four de l'Euroligue en éliminant les Hongroises de MKB Euroleasing Sopron puis les Françaises de Bourges. En demi-finale, c'est un autre club espagnol, Salamanque, qui empêche le club de Valence d'atteindre la finale grâce à une victoire 61 à 49. Lors de la petite finale, Valence s'incline face à Iekaterinbourg sur le score de 64 à 52, avec 11 points, six rebonds, trois passes décisives et une interception en 28 minutes. Au total, Edwige Lawson dispute 17 rencontres européennes et présente des statistiques de 7,2 points, 2,1 rebonds, 1,5 passe et 0,9 interception en 20 minutes 1. En championnat, Valence retrouve Salamanque en finale. C'est le nouveau champion d'Europe, Salamanque, qui remporte le titre en s'imposant dans la série en deux manches, 79 à 73 à l'aller - 1 points, 2 rebonds, 2 passes en 10 minutes pour Lawson - et 90 à 85 au retour - 6 points, 2 rebonds, 4 passes en 16 minutes.
Après plusieurs saisons à l'étranger, Edwige Lawson signe pour deux saisons à Montpellier. Elle termine la saison 2011-2012 avec la meilleure évaluation pour une joueuse française et des statistiques de 13,6 points et 4,7 passes par match. Cela lui permet de devancer Émilie Gomis de deux points au classement désignant la meilleure joueuse française de la ligue. Cela permet à son club de Lattes-Montpellier de terminer à la deuxième place de la saison régulière de la Ligue féminine. Montpellier se qualifie ensuite pour la finale en battant en trois manches le club de Challes-les-Eaux, 52 à 47 lors de la manche décisive.

### WNBA
Elle signe en tant qu'agent libre (free agent) avec la franchise du Liberty de New York en avril 2005. Elle dispute deux rencontres avec ceux-ci avant d'être finalement libérée de son contrat. Le 1er juin 2005, elle signe alors avec les Comets de Houston avec lesquels elle dispute la saison. Elle joue 17 rencontres, et présente des moyennes de 1,5 point, 0,4 rebond, 0,2 passe décisive et 0,1 interception en 6 minutes 7.
En mars 2006, elle fait partie d'un échange entre Houston et la franchise du Sting de Charlotte. « Coupée » (contrat rompu) en début de saison 2006, elle rejoint la franchise du Storm de Seattle. Elle dispute 26 rencontres et présente des statistiques de 1,7 point, 0,8 rebond, 1,1 passe en 8 minutes. Après une saison 2007 consacrée à l'équipe de France, elle retrouve les parquets de la WNBA avec les Silver Stars de San Antonio. Pour sa première saison avec cette franchise, elle évolue sur le poste d'arrière, son entraîneur d'alors, ayant peu de connaissance du jeu européen, ne connaît pas ses qualités de meneuse et voit en elle juste une joueuse ayant un bon tir extérieur. Ce n'est que grâce à la trêve olympique - en raison des jeux olympiques de Pekin, la WNBA fait relâche trois semaines - qu'elle fait découvrir ses qualités de meneuse à son entraîneur. Sa saison régulière est ponctuée de 33 rencontres, dont le premier de sa carrière en tant que titulaire. Elle joue 9 minutes 3 et apporte 3,3 points, 0,9 rebond et 0,4 passe à son équipe. Elle dispute ensuite cinq rencontres de play-offs, avec des statistiques en hausse : 5 points, 2,4 rebonds, 1,8 passe et 0,6 interception. Elle se fait plus particulièrement remarquer lors de la deuxième rencontre de la demi-finale de conférence : elle inscrit 11, sur un total final de 13, lors du second quart temps et ajoute 6 rebonds et 4 passes lors d'une victoire 86 à 81 après prolongation face aux Monarchs de Sacramento. San Antonio s'incline finalement en finale face au Shock de Detroit sur le score de trois à zéro après avoir éliminé lors des deux précédents tours les Monarchs puis les Sparks de Los Angeles.
La saison suivante, elle évolue de nouveau avec San Antonio. Son importance au sein de la franchise augmente : elle dispute 12 de ses 33 matchs de saison régulière en tant que titulaire et son temps de jeu passe d'un peu plus de 9 minutes à 17 minutes 7. Évoluant désormais sur son poste de meneuse, elle présente des statistiques de 5,2 points, 2,0 rebonds et 2,2 passes. Elle réalise sa meilleure performance individuelle sur une rencontre en réalisant son premier double-double en carrière avec 11 points et 11 passes, cette dernière statistique étant son record en carrière. Lors du même match, elle égale son record de rebond, cinq et établit son record d'interceptions, cinq également.
En 2010, Edwige Lawson dispute sa troisième saison à San Antonio. Son temps de jeu est encore en progression - elle joue désormais 21 minutes 9 et débute 19 des 33 rencontres de saison régulière qu'elle dispute. Elle inscrit 6,5 points, capte 1,9 rebond, délivre 2,8 passes et réalise 1,1 interception durant cette phase régulière. Comme lors de chacune de ses saisons précédentes en WNBA, elle dispute les playoffs. Lors de ceux-ci, San Antonio s'incline face au Mercury de Phoenix sur le score de deux à zéro. Lors de ces deux matchs, ses statistiques sont de 12,5 points, 1,5 rebond, 4,0 passes et 2,0 interceptions.
Au terme de la saison 2010, Edwige Lawson totalise 141 rencontres de saison régulière, dont 32 en tant que titulaire. Son total de points est de 558. Les autres totaux en carrière sont de 191 rebonds, 227 passes et 93 interceptions. Cela se traduit par des moyennes de 4,0 points, 1,4 rebond, 1,6 passe et 0,7 interception. En playoffs, ses moyennes sont de 6,1 points, 1,7 rebond, 1,7 passe et 0,6 interception en 16 minutes 3. Elle dispute 14 matchs dont cinq en tant que titulaire.

### Équipe de France
Après avoir connu des sélections dans des équipes de jeunes - elle dispute le championnat d'Europe junior 1996 où la France termine à la septième place, elle dispute son premier match en équipe de France le 22 avril 1998 à Colmar contre l'Allemagne. 
L'année suivante, elle fait du groupe de douze joueuses qui disputent le championnat d'Europe en Pologne. La France, après une seule défaite en phase de poule, élimine la Yougoslavie en quart de finale sur le score de 64 à 58, ce qui lui permet d'obtenir sa qualification pour les jeux olympiques de Sydney. En demi-finale, les Françaises s'imposent face à la Slovaquie sur le score de 66 à 39. En finale, les Polonaises remportent la rencontre par 59 à 56. Lawson, qui ne possède que 19 sélections avant cette compétition, est la doublure de Yannick Souvré. Elle dispute sept rencontres et présente des statistiques de 1,0 point, 0,9 rebond, 1,7 passe en 5 minutes 1
.
Aux jeux olympiques de Sydney, elle inscrit 4,3 points, capte 1,0 rebond et délivre 0,7 passe pour l'équipe de France. Celle-ci termine à la cinquième place de la compétition après une défaite 69 à 58 face aux Coréennes en quart de finale. Dans les matchs de classement, la France s'impose face à la Russie 71 à 59 et termine première nation européenne.
Lors du championnat d'Europe en France, son importance au sein de l'équipe de France augmente : elle joue désormais 14 minutes 6 par rencontre, temps de jeu qu'elle utilise pour inscrire 6,4 points. Elle ajoute 2,6 rebonds, 3,1 passes et 0,9 interception. La France domine sa poule préliminaire puis s'impose 72 à 56 en quart de finale face à la Slovaquie et 75 à 44 face à la Lituanie en demi-finale. En finale, les Françaises sont opposées à la Russie. Elles prennent un avantage de sept buts au cours du second quart temps, mais leurs adversaires reviennent à deux points au terme du troisième quart temps. Malgré un passage en tête des Russes, la France remporte finalement la rencontre sur le score de 73 à 68.
La blessure de la capitaine Yannick Souvré dès le début du premier match du championnat du monde 2002 face à Cuba lui offre la place de meneuse titulaire. Elle répond aussitôt aux attentes de son entraîneur Alain Jardel en réalisant son meilleur total de points en équipe de France avec 21 points face à ces Cubaines. Elle ajoute également sept rebonds et réussit quatre interceptions. Sur l'ensemble de la compétition, elle inscrit 11,7 points, capte 5,23 rebonds et délivre 2,2 passes en 27 minutes. La France, après avoir terminé invaincue lors du premier tour, remporte le premier match du second tour puis subit deux défaites face à la Russie et les États-Unis au second tour. Les Françaises s'inclinent ensuite 78 à 52 face à l'Australie en quart de finale, puis s'inclinent lors des deux matchs de classement face à l'Espagne et le Brésil pour terminer à la huitième place.
Elle fait partie des joueuses sélectionnées pour tenter de conserver le titre européen lors du championnat d'Europe disputé en Grèce. La France termine à la seconde place de son groupe lors du premier tour - trois victoires et deux défaites - mais se voit opposer à la Russie en quart de finale. Lors de cette rencontre, les Françaises s'inclinent sur le score de 79 à 66. Elles remportent les deux matchs de classement face à la Serbie-et-Monténégro et la Belgique pour terminer à la cinquième place, mais cela s'avère insuffisant pour disputer les jeux olympiques d'Athènes. Les statistiques de Lawson sur la compétition sont de 5,6 points, 2,7 rebonds, 1,6 passe en 17 minutes.
Lawson est de nouveau présente lors de la saison suivante. La France dispute les qualifications pour le championnat d'Europe 2005. Lors de celles-ci, la France remporte ses six matchs l'opposant à la Hongrie, la Lituanie et l'Italie. L'année suivante, elle décline la sélection que lui propose Alain Jardel pour ce championnat 2005 : elle essaye de construire une carrière en WNBA et ne peut participer à la préparation.
Absente de l'équipe qui défend les chances françaises lors du championnat du monde 2006, elle retrouve l'équipe de France lors de la préparation au championnat d'Europe 2007 où les Françaises, désormais dirigées par Jacky Commères ont l'ambition de disputer les demi-finales ce qui assure une place pour les jeux olympiques de Pékin. Avec deux défaites face à la Russie puis l'Espagne, la France atteint les quarts de finale mais s'incline face à la Lettonie sur le score de 66 à 62. Désormais obligées de remporter les deux matchs de classement pour obtenir la cinquième place significative de qualification pour les jeux, les Françaises perdent ceux-ci, 76 à 65 face à la Lituanie - 11 points et 9 passes pour Lawson - et la Belgique. Lawson, qui joue 24 minutes 4 par rencontre, marque 6,7 points, capte 2,1 rebonds et délivre 4,3 passes, et réussit 1 interception.

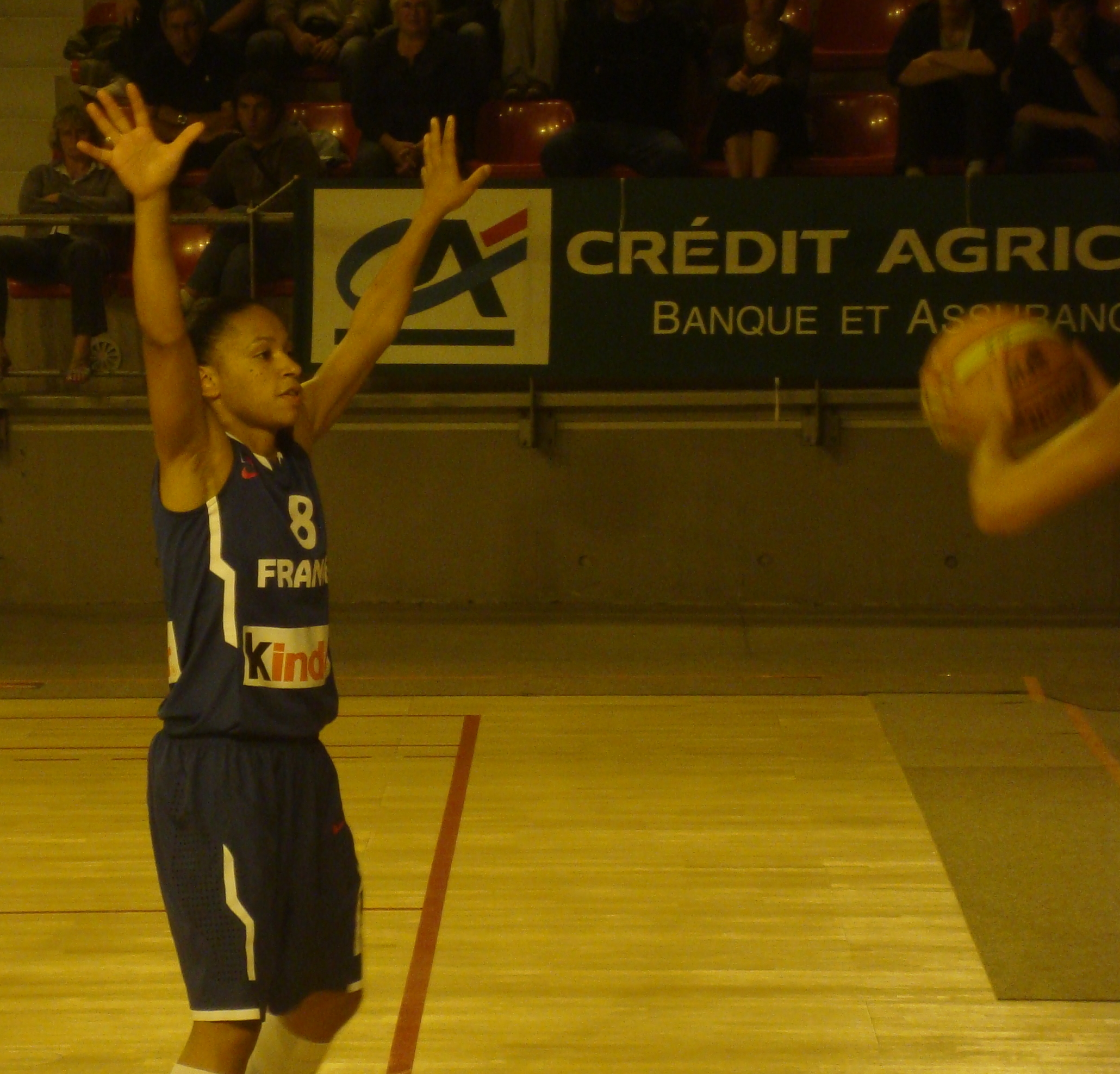
En équipe de France en 2011.

Après un championnat d'Europe 2009 qu'elle ne désirait pas disputer - privilégiant la WNBA et sa vie familiale, mais où elle avait assuré au nouveau sélectionneur Pierre Vincent de se tenir prête en cas de blessure, elle retrouve en 2011 l'équipe de France après quatre d'absence. Elle ne fait pas partie de la première liste de joueuses appelées par le sélectionneur mais est finalement retenue dans la liste des 24 joueuses publiées à la FIBA - comme dans chaque compétition, chaque sélection doit donner plusieurs semaines avant la compétition une liste officielle de joueuses dont seront obligatoirement issues les douze joueuses disputant le championnat. Pierre Vincent la retient parmi les douze joueuses qui doivent disputer le championnat d'Europe en Pologne. Lors de la compétition, Pierre Vincent l'utilise comme meneuse en remplacement de Céline Dumerc mais il associe également les deux joueuses ensemble sur le terrain. Elle présente un bilan de 7,1 points, 2,7 rebonds, 1,8 passe et 1,4 interception en 22 minutes 2. Sa meilleure performance à la marque est de 13 points, score réalisé à deux reprises, lors du premier match face à la Croatie, et en quart de finale face à la Lituanie. Elle réalise sa meilleure performance dans la catégorie des passes décisives contre la Turquie en demi-finale avec 4 passes. Dans cette rencontre, elle capte également 4 rebonds, inscrit 12 points mais doit également concéder 4 pertes de balles. La France ayant perdu cette rencontre sur le score de 68 à 62, elle joue la petite finale et remporte la médaille de bronze face à la République tchèque.

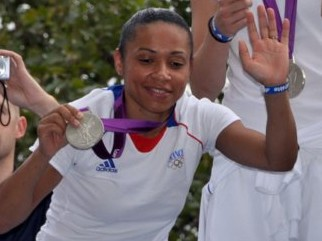
Edwige Lawson-Wade au défilé des médaillés français des JO 2012.

Sélectionnée dans l'équipe olympique pour Londres, elle est le relais de Céline Dumerc. Les deux joueuses sont alignées ensemble dans le dernier quart temps du quart de finale contre les Tchèques qui ouvrent aux Bleues les demi-finales olympiques : « Pour revenir nous avons été plus attentives et plus concentrées en défense en respectant des consignes défensives que l’on ne respectait pas auparavant. Ensuite en attaque nous avons une Céline Dumerc inarrêtable donc l’objectif c’est de lui donner des ballons et elle va marquer. J’ai eu la chance de jouer avec de grandes joueuses comme Taurasi ou Lauren Jackson qui peuvent gagner des matchs à elles seules. (...) Nous sommes dans une dynamique de victoires et même quand on est derrière on sait qu’on peut gagner. Pour moi qui ai vécu la défaite en quarts de finale à Sydney c’est une grosse satisfaction personnelle. » Avec 18 points (4 tirs réussis sur 6, dont 4 sur 4 à 3 points) et 5 passes décisives, elle prend une part décisive à la victoire des Bleues en demi-finale face aux Russes qui les qualifie pour la finale contre les Américaines.
Elle dispute l'Euro 2013 qui est sa dernière compétition avant sa retraite sportive.

## Reconversion
Après son retour en France, elle est occasionnellement commentatrice de matches à la télévision. En janvier 2013, elle est élue vice-présidente de la Ligue féminine de basket après avoir été élue fin 2012 au comité directeur de la Fédération française de basket-ball. Après l'Euro 2013, elle souhaite donner à la FFBB une plus grande visibilité médiatique des compétitions de clubs : « On a beau dire, la télé, c'est le secret de la reconnaissance. C'est grâce à la télé que les Braqueuses sont ce qu'elles sont depuis Londres, qu'on nous salue dans la rue… Les matches du tournoi olympique ont amené au basket féminin des spectateurs nouveaux, recrutés au-delà du cercle des connaisseurs du jeu. […] Je suis certaine qu'il y a une attente, en France, pour davantage de diffusions. »
Brièvement agente de joueuses, diplômée manager général au CDES de Limoges, elle devient en février 2018 directrice sportive de son ancien club de Lattes Montpellier,. En avril 2020, le site bebasket.fr la classe 26e personnalité la plus influente du basket-ball en France.
Son premier recrutement au printemps fait forte impression avec l'arrivée des internationales Diandra Tchatchouang, Endy Miyem, Marielle Amant et Helena Ciak ainsi que l'australienne Sami Whitcomb, le club atteint la finale de l'Eurocoupe et la finale du championnat de France. La saison suivante, le BLMA réussit une nouvelle belle saison porté par Stephanie Mavunga, mais la saison est interrompue par le Covid19, dont l'impact économique contraint le club à renoncer à l'Euroligue 2020-2021. Après un début de saison 2020-2021 difficile, le club se met à la recherche un entraîneur français pour succéder la saison suivante à Thibaut Petit mais le choix de Stéphane Leite est invalidé durant l'été après qu'Edwige Lawson-Wade ait été remerciée par le nouveau président. Elle devient alors scout pour des franchises WNBA et des clubs professionnels européens.

## Vie privée
Edwige Lawson est mariée depuis 2003 à James Wade, joueur de basket-ball professionnel américain qui opère dans de nombreux championnats. Il joue en France, en Espagne en Liga española de baloncesto, deuxième division espagnole voire en Russie, où il joue à Samara. Lors de la saison 2010-2011, il évolue avec le club de GET Vosges en NM 1 (4,5 pts, 1 pd). Pour 2011-2012, il rejoint le club amateur de La Croix d'Argent. Elle annonce sa fin de carrière pour l'été 2013. Bien qu'elle soit souvent éloignée de James Wade qui est entraîneur WNBA aux États-Unis, ils ont un garçon[réf. nécessaire].

## Club

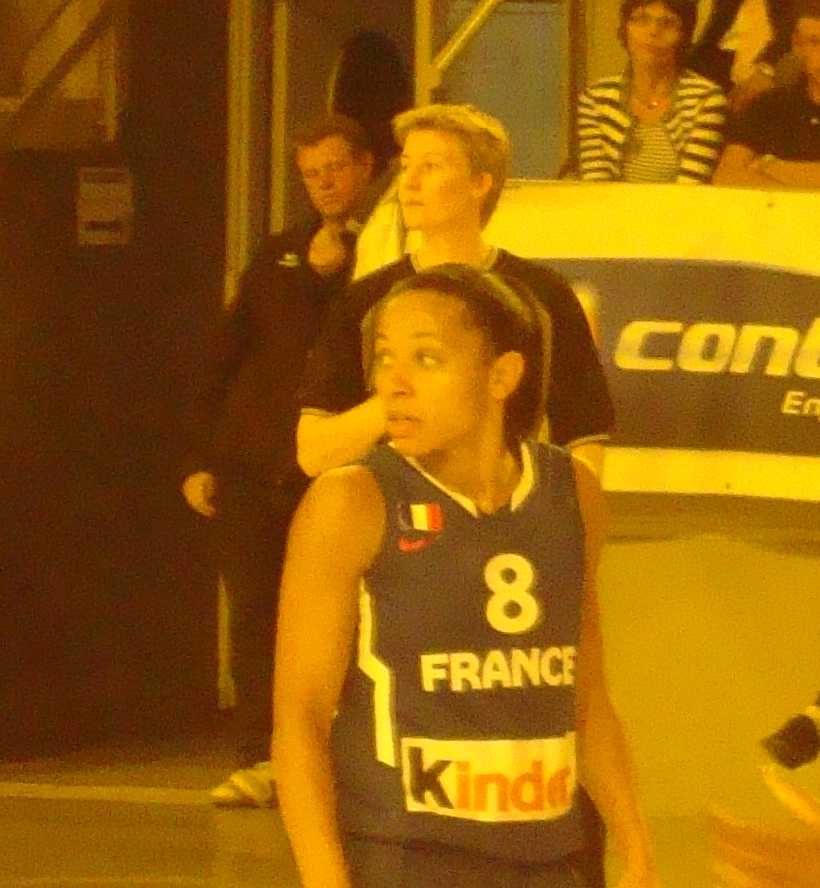
Edwige Lawson-Wade en 2011.

### Europe
- 1994-1995 :  CJM Bourges Basket
- 1995-1997 :  Waïti Bordeaux
- 1997-2001 :  ASPTT Aix-en-Provence
- 2001-2004 :  US Valenciennes Olympic
- 2004-2007 :  VBM-SGAU - CSKA Samara
- 2007-2009 :  CSKA Moscou
- 2009-déc. 09 :  Spartak région de Moscou
- jan. 2010-mai 2010 :  Elizur Ramla
- 2010-2011 :  Ros Casares Valence
- 2011-2013 :  Basket Lattes Montpellier Agglomération

### WNBA
- 2005 : Liberty de New York
- 2005 : Comets de Houston
- 2006 : Storm de Seattle
- 2008-2010 : Silver Stars de San Antonio

## Palmarès

### Équipe de France
- Médaille d'argent aux Jeux olympiques 2012 de Londres
- Championne d'Europe 2001 en  France
- Vice-Championne d'Europe 1999 en Pologne
- Médaille d'argent au championnat d'Europe 2013 en France
- Médaille de bronze au championnat d’Europe 2011[58]en Pologne

### Club
- Championne d'Europe Euroligue 2002, 2004, 2005
- Finaliste de l’Euroligue en 2003, 2006
- Championne de France 2002, 2003 et 2004
- Coupe de France 2000, 2001, 2002, 2003, 2004 et 2013[59]
- Tournoi de la Fédération, 2002, 2003, 2004
- Open LFB 2003, 2004

## Distinction
- Chevalier de l'ordre national du Mérite en 2013[60]